# فیلیپین (شیمی)
فیلیپین (شیمی) (به انگلیسی: Filipin) یک ترکیب شیمیایی با شناسه پاب‌کم ۶۴۳۳۱۹۴ است. 